# Олейник, Григорий Антонович
Григорий Антонович Олейник (укр. Григорій Антонович Олійник; 23 декабря 1932, село Снитин, Полтавская область — 4 сентября 2004, Полтава) — украинский коммунистический деятель, первый секретарь Семёновского райкома КПСС, Украинская ССР. Герой Социалистического Труда (1973).

## Биография
Родился 23 декабря 1932 года в крестьянской семье в селе Снитин Лубенского района. В 1948 году окончил семилетнюю школу в родном селе и в 1952 году — среднюю школу в селе Литвяковка. Некоторое время работал в колхозе «Октябрь» Лубенского района, потом поступил на учёбу на зоотехнический факультет Полтавского сельскохозяйственного института, который окончил в 1957 году.
С 1957 по 1959 год — участковый зоотехник, главный зоотехник Ромодановский МТС в селе Вовчик Лубенского района. С 1959 по 1961 год — заместитель председателя Лубенского райисполкома, начальник районной сельскохозяйственной инспекции. В 1961 году избран председателем колхоза имени Жданова Лубенского района в селе Солоница.
В 1970 году назначен первым секретарём Семёновского райкома КПУ. В 1971 году удостоен звания Героя Социалистического Труда «за большие успехи, достигнутые во Всесоюзном социалистическом соревновании, проявленную доблесть в выполнении принятых обязательств по увеличению производства и продажи государству зерна, сахарной свеклы, масличных культур и других продуктов земледелия в 1973 году».
В 1973 году назначен секретарём Полтавского обкома КПУ. С 1980 по 2004 год занимал должность директора Полтавского сельскохозяйственного техникума по подготовке руководящих кадров колхозов и совхозов. В 1984 году окончил Украинскую сельскохозяйственную академию.
После выхода на пенсию проживал в Полтаве, где скончался в 2004 году. Похоронен на Аллее героев полтавского Центрального кладбища.

## Награды
- Герой Социалистического Труда — указом Президиума Верховного Совета СССР от 8 декабря 1973 года
- Орден Ленина
- Орден Октябрьской Революции (1976)
- Орден Трудового Красного Знамени (1971)
- Орден «Знак Почёта» (1966)
- Медаль «За освоение целинных земель» (1966)